# Поморянська селищна територіальна громада
Поморянська селищна громада — територіальна громада в Україні, в Золочівському районі Львівської області. Адміністративний центр — селище Поморяни.
Площа громади — 209,3 км², населення — 7 546 мешканців (2020).

## Населені пункти
У складі громади 1 селище (Поморяни) і 20 сіл:
- Бібщани
- Богутин
- Жуків
- Загора
- Коропець
- Коропчик
- Красносільці
- Кропивна
- Кульби
- Махнівці
- Надільне
- Нестюки
- Підгір'я
- Поляни
- Ремезівці
- Роздоріжне
- Сновичі
- Торгів
- Чижів
- Шпиколоси